# Bourg-Charente
Bourg-Charente est une commune du Sud-Ouest de la France située dans le département de la Charente (région Nouvelle-Aquitaine).
Ses habitants sont appelés les Bourgeois et les Bourgeoises.

## Géographie

### Localisation et accès
Bourg-Charente est situé dans la vallée de la Charente, en aval de Jarnac et en amont de Cognac, à 30 km à l'ouest d'Angoulême.
Depuis la RN 141 qui relie Angoulême à Saintes et maillon de la route Centre-Europe Atlantique, la D 158 permet d'accéder au bourg. Un réseau de routes secondaires permet de rejoindre aussi Jarnac à l'est et Saint-Brice à l'ouest par la rive droite.
Bourg-Charente est à 4 km à l'ouest de Jarnac, 6 km au nord de Segonzac, et 9 km à l'est de Cognac.
La gare la plus proche est celle de Jarnac, desservie par des TER à destination d'Angoulême, Cognac, Saintes et Royan.

### Lieux-dits et hameaux
Ils sont nombreux, Tilloux, Chez Roland, Chez le Tard, Veillard, la Lêche, le Logis, les Voineaux, le Brandeau, Margonnet, le Pérusseau, chez Genin et chez Réthoré.
Une haute falaise boisée domine la rive gauche de la Charente ; de ce point élevé, on a accès à un immense panorama. Sur la rive droite, se dresse, au sommet d'un rocher escarpé, le château de Bourg, au-delà duquel se déroule la vaste plaine du Pays-Bas ; au sud, la Grande-Champagne offre à la vue ses vignobles, au milieu desquels surgit la flèche élancée du clocher de l'église de Gensac-la-Pallue.
Dans les flancs de cette falaise s'ouvrent les grottes du Dérivant, véritable labyrinthe, visitées chaque année par de nombreux touristes. À l'époque diluvienne, ces grottes ont été complètement obstruées par les alluvions, et il a fallu des travaux importants pour les déblayer.
Près du village de Tilloux, au milieu d'un vaste bois, on trouve une immense carrière de sable et de cailloux, qui a servi à fournir les matériaux nécessaires au ballastage de lignes de chemins de fer. La carrière était raccordée à la voie Angoulême-Saintes par un embranchement spécial. Dans cette ballastière ont été découverts de nombreux objets dénotant la présence de l'homme ; on y a également découvert, en 1895, une magnifique défense provenant de l'elephas antiquus.

### Communes limitrophes
| Saint-Brice      | Julienne       | Jarnac            |
| Gensac-la-Pallue | Bourg-Charente | Mainxe-Gondeville |
|                  | Segonzac       |                   |

### Géologie et relief
La commune occupe le calcaire datant du Crétacé, comme les zones situées au sud et sur la rive gauche de la Charente entre Angoulême et Cognac.
Le Jurassique supérieur occupe toutefois une petite zone de part et d'autre de la vallée de la Charente, près du château de Cressé et de Lansement. Il s'agit du Purbeckien, marne riche en argile et en gypse de la fin du Jurassique mordant sur la période du Crétacé inférieur, et composant la dépression du Pays Bas, ancienne lagune, située plus au nord.
Le Crétacé supérieur s'étage entre le Cénomanien au nord, le Turonien (ou Angoumien), le Coniacien, et le Santonien formant une dépression au sud. Les formations du Cénomanien sont coupées par la vallée de la Charente. À l'ouest de la commune, une cuesta du Turonien supérieur qu'on peut suivre vers l'est jusqu'au plateau d'Angoulême en passant par Saint-Même, Châteauneuf et La Couronne se conjugue au tracé du fleuve pour former une falaise assez haute sur sa rive gauche.
Une terrasse d'alluvions du Quaternaire recouvre la dépression santonienne au sud-est de la commune, près de Tilloux. Ces sables et galets calcaires ont fourni du ballast aux voies ferrées.
La vallée de la Charente est couverte d'alluvions plus récentes, avec de basses terrasses (le bourg et vignoble de Margonet),,.
Le point culminant de la commune est à une altitude de 55 m, situé au sud du bourg au château d'eau. Le point le plus bas est à 6 m, situé le long du fleuve en limite ouest. Le bourg, situé dans la vallée, est à environ 15 m d'altitude.

### Hydrographie

#### Réseau hydrographique

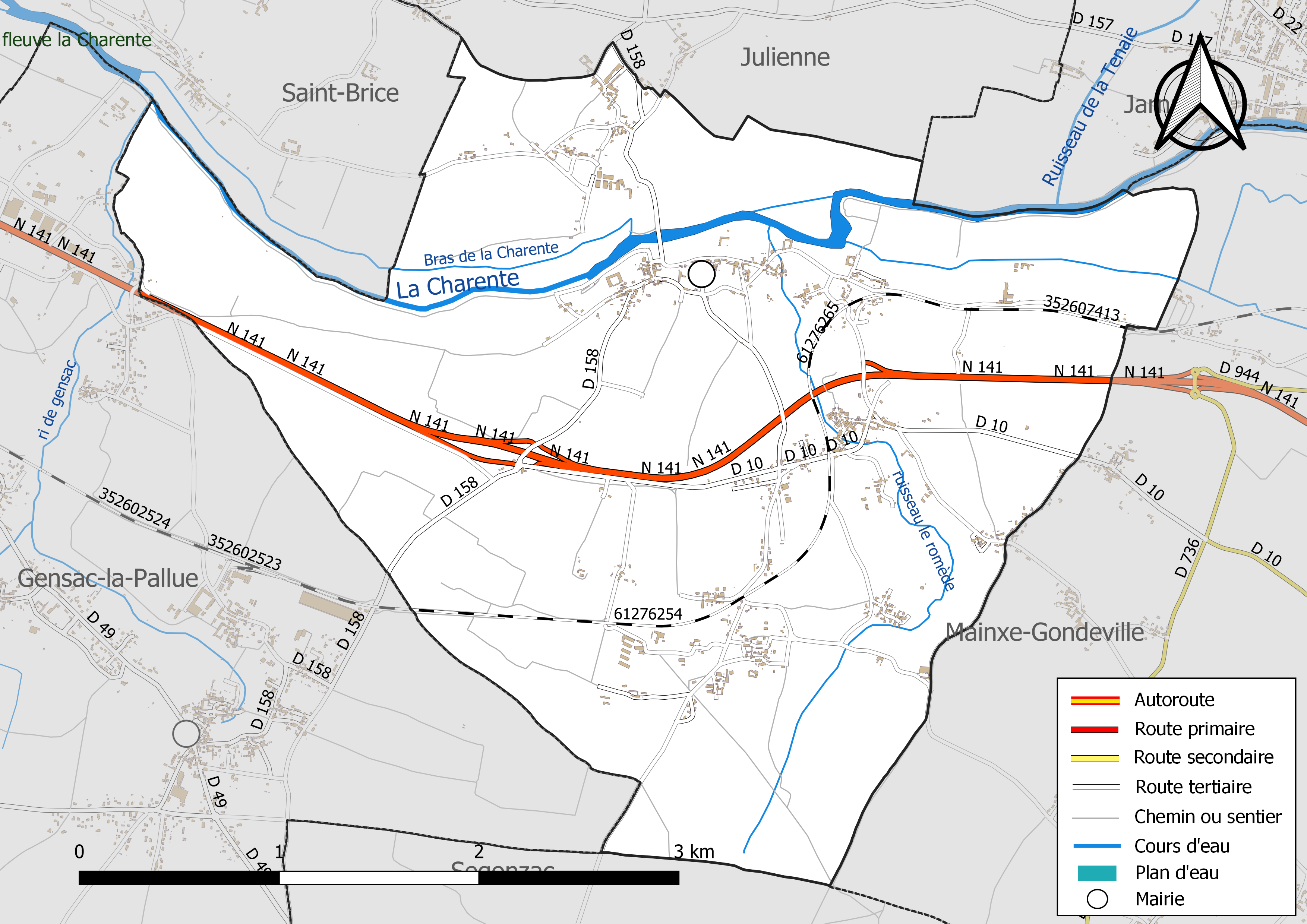
Réseaux hydrographique et routier de Bourg-Charente.

La commune est située dans le bassin versant de la Charente au sein  du Bassin Adour-Garonne. Elle est drainée par la Charente, un bras de la Charente, un bras de la Charente, le ruisseau le romède et par un petit cours d'eau, qui constituent un réseau hydrographique de 11 km de longueur totale,.
La Charente traverse la commune de Bourg-Charente. D'une longueur totale de 381,4 km, prend sa source en Haute-Vienne,dans la commune de Chéronnac, et se jette  dans le Golfe de Gascogne, après avoir traversé 117 communes.
Un petit affluent de la Charente, le Romède, peu important si l'on considère la longueur de son cours, mais dont le volume est assez considérable, sort de plusieurs sources aux environs des villages de la Lèche et de chez le Tard. Il traverse l'escarpement de Veillard avant de se jeter dans le fleuve à l'est du bourg.

#### Gestion des cours d'eau
Le territoire communal est couvert par le schéma d'aménagement et de gestion des eaux (SAGE) « Charente ». Ce document de planification, dont le territoire correspond au bassin de la Charente, d'une superficie de 9 300 km2, a été approuvé le 19 novembre 2019. La structure porteuse de l'élaboration et de la mise en œuvre est l'établissement public territorial de bassin Charente. Il définit sur son territoire les objectifs généraux d’utilisation, de mise en valeur et de protection quantitative et qualitative des ressources en eau superficielle et souterraine, en respect des objectifs de qualité définis dans le troisième SDAGE  du Bassin Adour-Garonne qui couvre la période 2022-2027, approuvé le 10 mars 2022.

### Climat
Le climat est océanique aquitain et semblable à celui de la ville de Cognac où est située la station météorologique départementale.
| Mois                              | jan. | fév.  | mars  | avril | mai   | juin  | jui.  | août  | sep.  | oct. | nov. | déc. | année   |
| --------------------------------- | ---- | ----- | ----- | ----- | ----- | ----- | ----- | ----- | ----- | ---- | ---- | ---- | ------- |
| Température minimale moyenne (°C) | 2    | 2,8   | 3,8   | 6,2   | 9,4   | 12,4  | 14,4  | 14    | 12,1  | 8,9  | 4,7  | 2,6  | 7,8     |
| Température moyenne (°C)          | 5,4  | 6,7   | 8,5   | 11,1  | 14,4  | 17,8  | 20,2  | 19,7  | 17,6  | 13,7 | 8,6  | 5,9  | 12,5    |
| Température maximale moyenne (°C) | 8,7  | 10,5  | 13,1  | 15,9  | 19,5  | 23,1  | 26,1  | 25,4  | 23,1  | 18,5 | 12,4 | 9,2  | 17,1    |
| Ensoleillement (h)                | 80   | 103,9 | 153,3 | 184,5 | 204,9 | 239,6 | 276,4 | 248,3 | 199,4 | 159  | 96,8 | 78,8 | 2 024,9 |
| Précipitations (mm)               | 80,4 | 67,3  | 65,9  | 68,3  | 71,6  | 46,6  | 45,1  | 50,2  | 59,2  | 68,6 | 79,8 | 80   | 783,6   |

Les plus grands froids notés : -15 °C le 30 décembre 1788 et la gelée a duré 36 jours, toutes les rivières étant gelées et même le vin dans les barriques.

## Urbanisme

### Typologie
Au 1er janvier 2024, Bourg-Charente est catégorisée commune rurale à habitat dispersé, selon la nouvelle grille communale de densité à 7 niveaux définie par l'Insee en 2022.
Elle est située hors unité urbaine. Par ailleurs la commune fait partie de l'aire d'attraction de Cognac, dont elle est une commune de la couronne,. Cette aire, qui regroupe 44 communes, est catégorisée dans les aires de 50 000 à moins de 200 000 habitants,.

### Occupation des sols
L'occupation des sols de la commune, telle qu'elle ressort de la base de données européenne d’occupation biophysique des sols Corine Land Cover (CLC), est marquée par l'importance des territoires agricoles (76,7 % en 2018), en augmentation par rapport à 1990 (74,9 %). La répartition détaillée en 2018 est la suivante : 
cultures permanentes (45,2 %), forêts (23,3 %), zones agricoles hétérogènes (20,5 %), terres arables (5,5 %), prairies (5,5 %). L'évolution de l’occupation des sols de la commune et de ses infrastructures peut être observée sur les différentes représentations cartographiques du territoire : la carte de Cassini (XVIIIe siècle), la carte d'état-major (1820-1866) et les cartes ou photos aériennes de l'IGN pour la période actuelle (1950 à aujourd'hui).

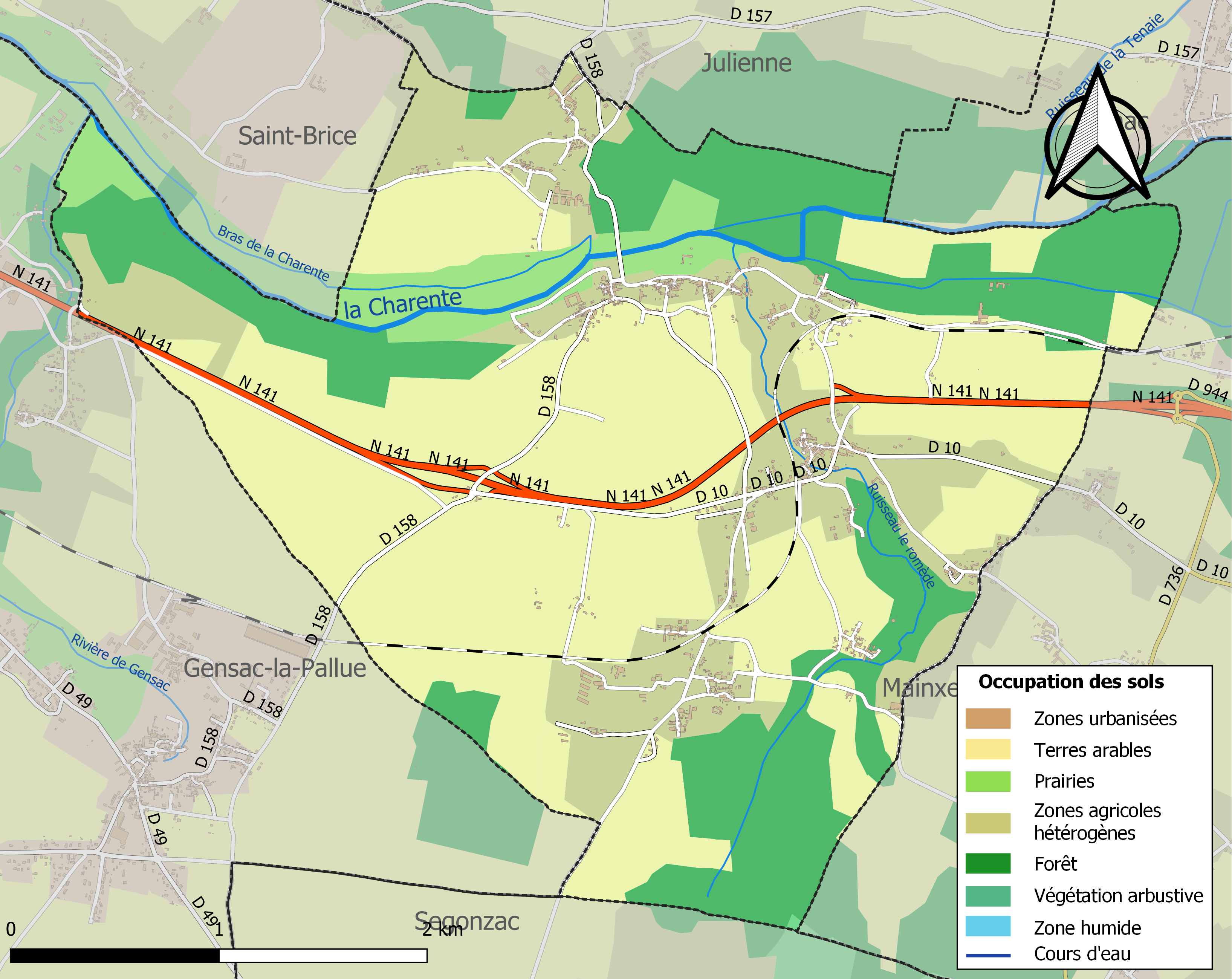
Carte des infrastructures et de l'occupation des sols de la commune en 2018 (CLC).

### Risques majeurs
Le territoire de la commune de Bourg-Charente est vulnérable à différents aléas naturels : météorologiques (tempête, orage, neige, grand froid, canicule ou sécheresse), inondations, mouvements de terrains et séisme (sismicité modérée). Il est également exposé à un risque technologique, le transport de matières dangereuses. Un site publié par le BRGM permet d'évaluer simplement et rapidement les risques d'un bien localisé soit par son adresse soit par le numéro de sa parcelle.

#### Risques naturels
La commune fait partie du territoire à risques importants d'inondation (TRI) Saintes-Cognac-Angoulême, regroupant 46 communes concernées par un risque de débordement du fleuve Charente (34 en Charente et 12 en Charente-Maritime), un des 18 TRI qui ont été arrêtés fin 2012 sur le bassin Adour-Garonne. Les événements antérieurs à 2014 les plus significatifs sont les crues de l'hiver 1779, de 1842, de 1859, du 9 décembre 1882 du 19 février 1904, du 10 janvier 1961, de mars-avril 1962, du 24 décembre 1982 et du 8 janvier 1994. Des cartes des surfaces inondables ont été établies pour trois scénarios : fréquent (crue de temps de retour de 10 ans à 30 ans), moyen (temps de retour de 100 ans à 300 ans) et extrême (temps de retour de l'ordre de 1 000 ans, qui met en défaut tout système de protection). La commune a été reconnue en état de catastrophe naturelle au titre des dommages causés par les inondations et coulées de boue survenues en 1982, 1993, 1999 et 2021,.

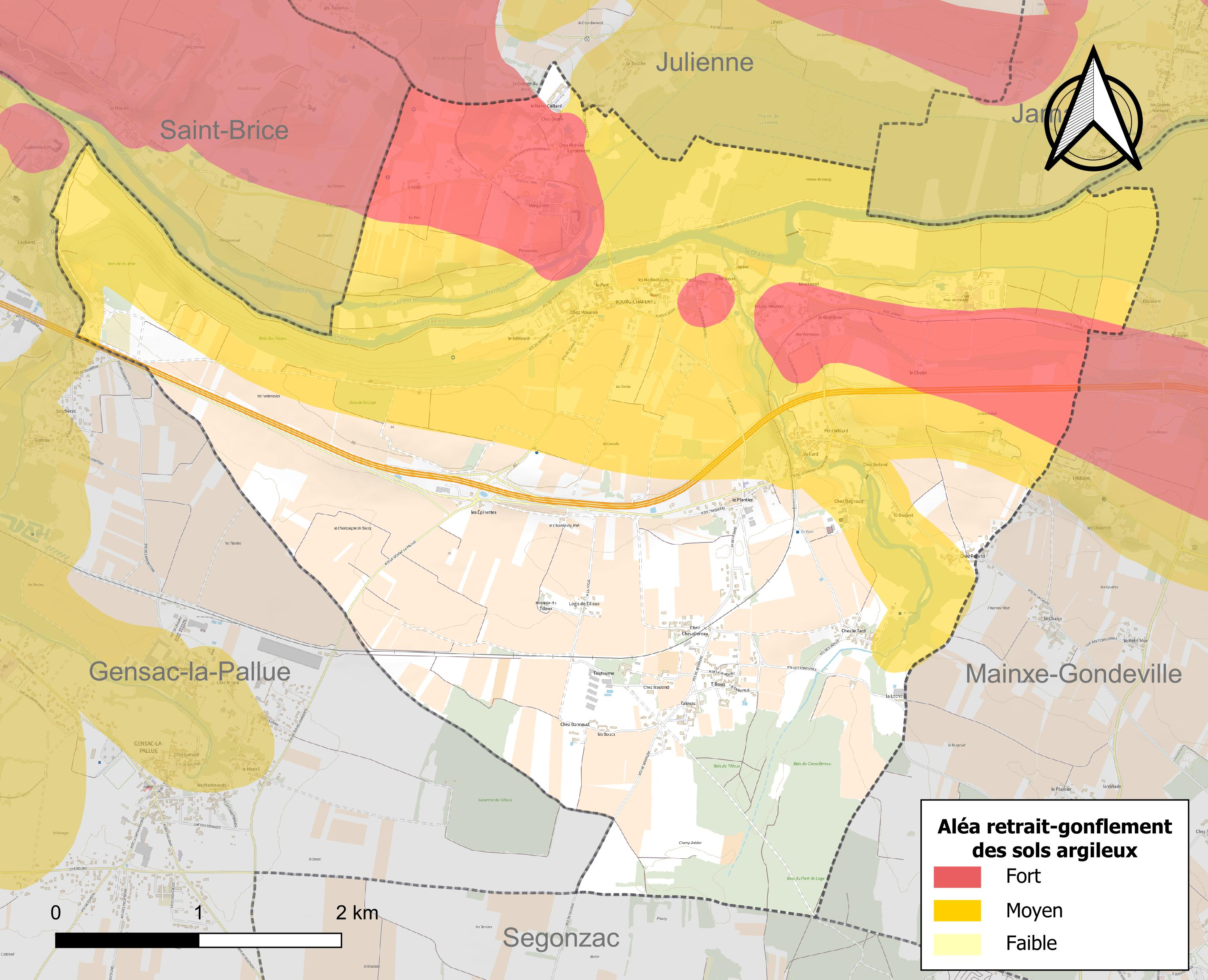
Carte des zones d'aléa retrait-gonflement des sols argileux de Bourg-Charente.

Les mouvements de terrains susceptibles de se produire sur la commune sont des affaissements et effondrements liés aux cavités souterraines (hors mines). Par ailleurs, afin de mieux appréhender le risque d’affaissement de terrain, l'inventaire national des cavités souterraines permet de localiser celles situées sur la commune.
Le retrait-gonflement des sols argileux est susceptible d'engendrer des dommages importants aux bâtiments en cas d’alternance de périodes de sécheresse et de pluie. 55,4 % de la superficie communale est en aléa moyen ou fort (67,4 % au niveau départemental et 48,5 % au niveau national). Sur les 419 bâtiments dénombrés sur la commune en 2019, 266 sont en aléa moyen ou fort, soit 63 %, à comparer aux 81 % au niveau départemental et 54 % au niveau national. Une cartographie de l'exposition du territoire national au retrait gonflement des sols argileux est disponible sur le site du BRGM,.
Par ailleurs, afin de mieux appréhender le risque d’affaissement de terrain, l'inventaire national des cavités souterraines permet de localiser celles situées sur la commune.
Concernant les mouvements de terrains, la commune a été reconnue en état de catastrophe naturelle au titre des dommages causés par la sécheresse en 2003 et par des mouvements de terrain en 1999.

#### Risques technologiques
Le risque de transport de matières dangereuses sur la commune est lié à sa traversée par une ou des infrastructures routières ou ferroviaires importantes ou la présence d'une canalisation de transport d'hydrocarbures. Un accident se produisant sur de telles infrastructures est susceptible d’avoir des effets graves sur les biens, les personnes ou l'environnement, selon la nature du matériau transporté. Des dispositions d’urbanisme peuvent être préconisées en conséquence.

## Toponymie
Une forme ancienne est Burgo Canrantonio (non datée).
Son nom vient du bas latin burgus « lieu fortifié », nom emprunté au germanique burgs au Ve siècle. Carantona était la Charente, en latin issu du gaulois et signifiant peut-être « la rivière amie ».

## Histoire
Les abris naturels du Dérivant ont été habités au cours de l'âge de la pierre comme l'attestent les dépôts de pierre taillée et de pierre polie.
Quelques vestiges de poteries et de nombreux tessons font penser à l'existence de potiers à Bourg durant la période gallo-romaine, époque durant laquelle le fleuve était la principale voie de transport de marchandises.

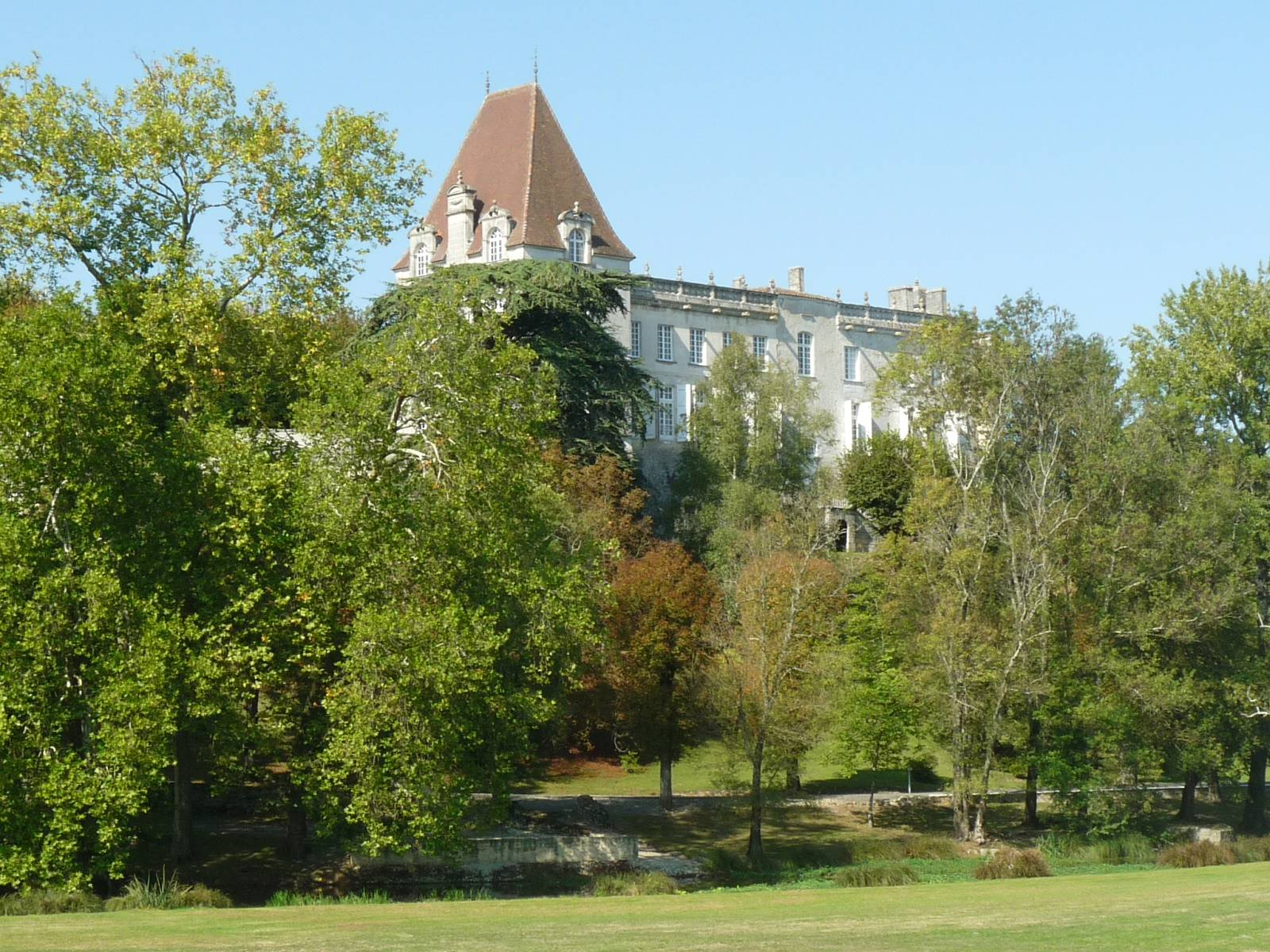
Le château vu du parc.

L'ancien château de Bourg s'élevait sur la rive gauche de la Charente. C'était le siège d'une importante seigneurie qui s'étendait sur toute la paroisse de Bourg et comprenait également plusieurs villages de la paroisse de Gensac. Ses possesseurs s'appelèrent successivement seigneurs, barons, comtes et marquis.
Au XIe siècle, le sieur de Bourg participe à la construction de l'église et de l'abbaye de Châtre.
Au cours du Moyen Âge, Bourg-Charente se trouvait sur un itinéraire secondaire est-ouest fréquenté par les pèlerins au sanctuaire de Saint-Jacques-de-Compostelle et aux reliques de saint Eutrope à Saintes depuis le Limousin et le Périgord, itinéraire longeant de la Charente par Angoulême et Cognac.
En 1262, Ollivier, seigneur de Bourg, eut de graves démêlés avec le prieur de Bouteville, de qui dépendait l'église de Bourg. Une transaction permit à la famille Ollivier de conserver le château de Bourg. Le 19 août 1363, messire Ollivier, baron de Bourg, rendit hommage au Prince de Galles, Édouard, dit le Prince noir, son nouveau suzerain.
Les Anglais s'étant installés au château de Bourg, le maréchal de Sancerre les en délogea en 1378, et détruisit la plus grande partie de la forteresse. Le nouveau château ne fut reconstruit qu'au XVIe siècle et fut alors édifié sur la rive droite de la Charente, à l'endroit où il se trouve actuellement.
Au début du XVe siècle, la terre de Bourg appartenait à une famille Bragier, dont un membre, Pierre Bragier, fut maire de La Rochelle en 1445. Après son mariage avec Marguerite de Rohan, le comte Jean d'Angoulême acheta de la famille Bragier la terre de Bourg, qui resta attachée aux domaines des comtes d'Angoulême sous Charles d'Orléans et Louise de Savoie.
Après son avènement au trône de France, François Ier donna la terre de Bourg à son ancien gouverneur Artus Gouffier. Le petit-fils de ce dernier, François Gouffier, chevalier de Malte, vendit cette terre en 1607 à Pons de Pons, ancien page du roi François Ier, qui construit l'actuel château sur les soubassements du château fort de la rive droite à partir de 1607.

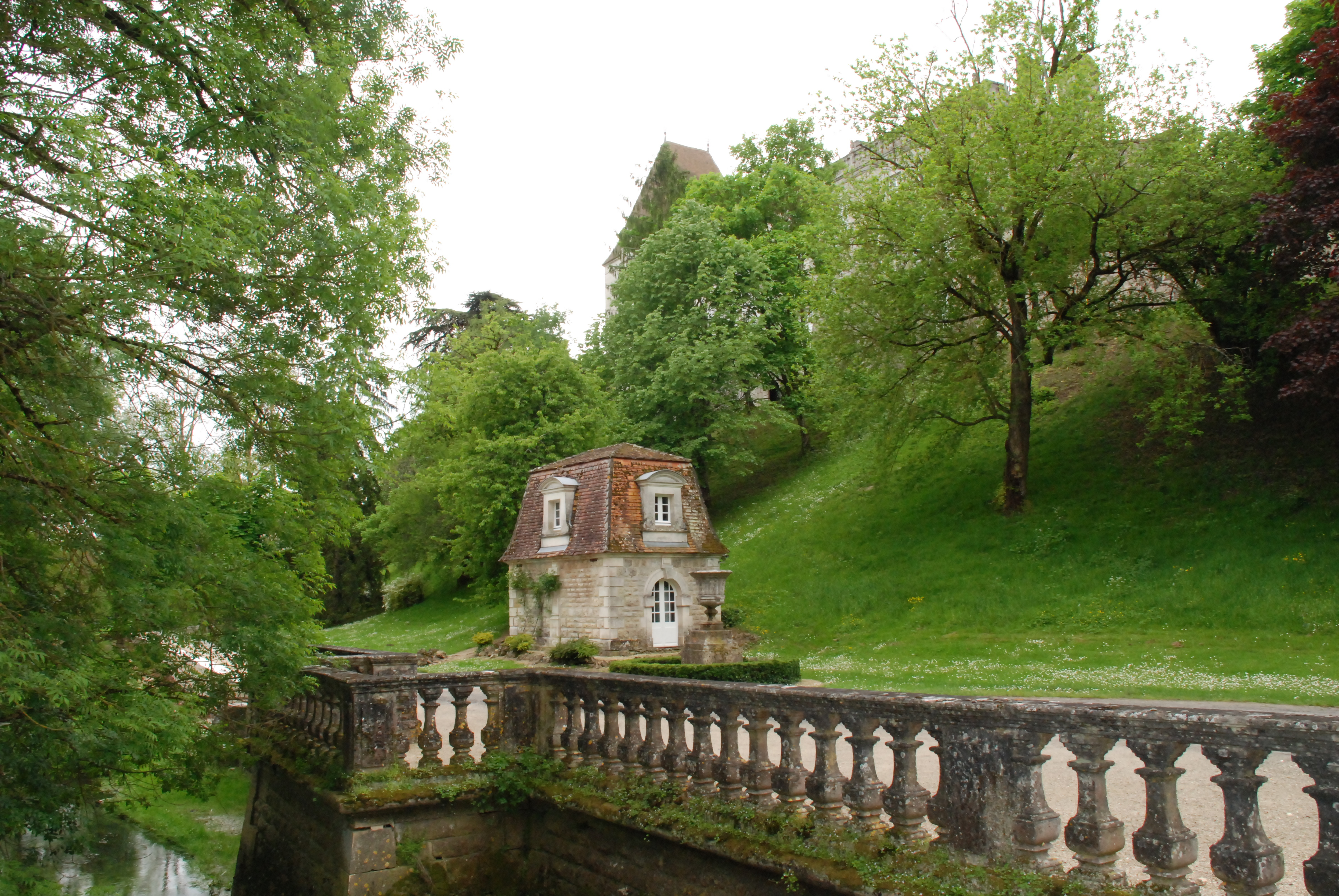
L'entrée du château.

Le fils de Pons, Renaud de Pons, étant mort sans postérité, la seigneurie de Bourg passa à sa fille, Marie-Élizabeth de Pons, qui avait épousé François Almanieu d'Albret, comte de Miossens et baron d'Ambleville. Ce dernier fut un grand batailleur, qui tua en duel, en 1654, le marquis de Sévigné et qui fut tué lui-même en duel, en 1672, par M. de Saint-Léger Corbon. Sa veuve vendit, en 1711, la terre de Bourg à deux beaux-frères, MM. Rambaud et Salomon.
En 1685, après la révocation de l'édit de Nantes, on compte près de 250 abjurations signées par l'abbé Sabouin, curé de Bourg. Celles-ci sont émaillées d'incidents comme celui de Marie Feuillard « qui a abjuré fort mal se faisant passer pour aliénée ».
Vers le milieu du XVIIIe siècle, la terre de Bourg appartenait à Jacques-Pierre Salomon, conseiller du roi, président-trésorier de France, au bureau des finances de la généralité de Limoges. La famille Salomon vendit le château de Bourg en 1767 au marquis de Girac, qui prit le titre de marquis de Bourg.
Le 7 mars 1787 les représentants de Bourg-Charente à l'assemblée préliminaire des états généraux qui se tient à la salle capitulaire des Récollets de Cognac sont Jean Archambaud et Jean Saunier.
Le dernier seigneur de Bourg fut François Michel Claude Benoît Le Camus de Néville, conseiller du roi en tous ses conseils, maître des requêtes ordinaires de son hôtel, et directeur général de la librairie. Il possédait une magnifique bibliothèque qui fut saisie le 14 ventôse An II. Il émigra et le château fut vendu comme bien national.
Le château de Bourg appartenait au début du XXe siècle à M. Pellisson.
Depuis 1921, il appartient à la famille Marnier-Lapostolle.

## Politique et administration

### Liste des maires
| Période                                  | Période  | Identité          | Étiquette | Qualité |
| ---------------------------------------- | -------- | ----------------- | --------- | --- |
| Les données manquantes sont à compléter. |          |                   |           | |
| 1983                                     | 1995     | Paul Brenier      |           | |
| 1995                                     | 2008     | Henri Dauge       |           | Viticulteur-exploitant retraité |
| 2008                                     | En cours | Jérôme Sourisseau | MoDem     | Proviseur de lycée Conseiller départemental depuis 2015 Vice-Président du Conseil départemental Président de la Communauté d'Agglomération du Grand-Cognac Président du Conseil départemental de 2020 à 2021 |

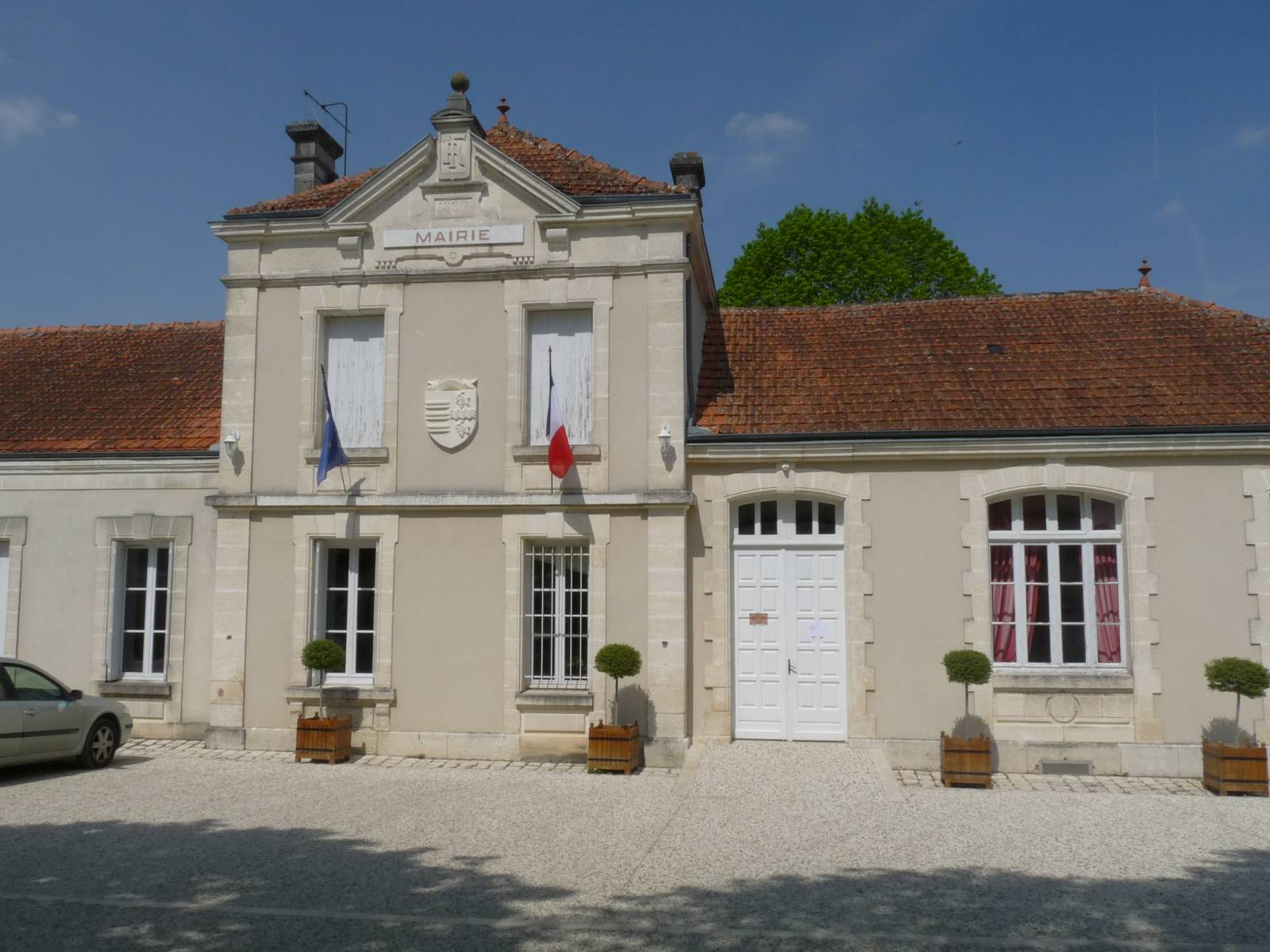
La mairie.

Elle s'est associée en 2017 à la communauté d'agglomération du Grand Cognac.
En 2007 les impôts locaux étaient au taux de 14,17 % pour la taxe d'habitation, 12,26 % pour la taxe foncière sur les propriétés bâties et 39,55 % pour la taxe foncière sur les propriétés non bâties. La taxe professionnelle unifiée (TPU), au taux de 10,26 %, était alors perçue par la communauté de communes de Jarnac. La communauté de communes reversait à chaque commune l'équivalent de la TPU qu'elle percevait lors de la création de la communauté en 1993 moins les transferts de charges issus de la prise de compétence.

### Politique environnementale
Dans son palmarès 2024, le Conseil national de villes et villages fleuris de France a attribué une fleur à la commune.

## Démographie

### Évolution démographique
L'évolution du nombre d'habitants est connue à travers les recensements de la population effectués dans la commune depuis 1793. Pour les communes de moins de 10 000 habitants, une enquête de recensement portant sur toute la population est réalisée tous les cinq ans, les populations de référence des années intermédiaires étant quant à elles estimées par interpolation ou extrapolation. Pour la commune, le premier recensement exhaustif entrant dans le cadre du nouveau dispositif a été réalisé en 2005.

En 2022, la commune comptait 885 habitants, en évolution de −1,01 % par rapport à 2016 (Charente : −0,48 %, France hors Mayotte : +2,11 %).
| 1793 | 1800 | 1806 | 1821 | 1831 | 1841 | 1846 | 1851 | 1856 |
| ---- | ---- | ---- | ---- | ---- | ---- | ---- | ---- | ---- |
| 670  | 641  | 610  | 815  | 907  | 940  | 962  | 999  | 957  |

| 1861 | 1866  | 1872  | 1876 | 1881 | 1886 | 1891 | 1896 | 1901 |
| ---- | ----- | ----- | ---- | ---- | ---- | ---- | ---- | ---- |
| 918  | 1 007 | 1 031 | 985  | 862  | 822  | 848  | 866  | 849  |

| 1906 | 1911 | 1921 | 1926 | 1931 | 1936 | 1946 | 1954 | 1962 |
| ---- | ---- | ---- | ---- | ---- | ---- | ---- | ---- | ---- |
| 853  | 778  | 676  | 710  | 739  | 679  | 676  | 747  | 732  |

| 1968 | 1975 | 1982 | 1990 | 1999 | 2005 | 2006 | 2010 | 2015 |
| ---- | ---- | ---- | ---- | ---- | ---- | ---- | ---- | ---- |
| 698  | 708  | 739  | 722  | 753  | 710  | 706  | 789  | 876  |

| 2020 | 2022 | - | - | - | - | - | - | - |
| ---- | ---- | - | - | - | - | - | - | - |
| 884  | 885  | - | - | - | - | - | - | - |

### Pyramide des âges
En 2018, le taux de personnes d'un âge inférieur à 30 ans s'élève à 30,5 %, soit au-dessus de la moyenne départementale (30,2 %). À l'inverse, le taux de personnes d'âge supérieur à 60 ans est de 32,6 % la même année, alors qu'il est de 32,3 % au niveau départemental.
En 2018, la commune comptait 421 hommes pour 476 femmes, soit un taux de 53,07 % de femmes, légèrement supérieur au taux départemental (51,59 %).
Les pyramides des âges de la commune et du département s'établissent comme suit.
| Hommes | Classe d’âge | Femmes |
| ------ | ------------ | ------ |
| 3,0    | 90 ou +      | 9,8    |
| 8,4    | 75-89 ans    | 8,6    |
| 19,6   | 60-74 ans    | 15,6   |
| 22,7   | 45-59 ans    | 17,4   |
| 16,9   | 30-44 ans    | 17,1   |
| 11,9   | 15-29 ans    | 12,6   |
| 17,4   | 0-14 ans     | 18,9   |

| Hommes | Classe d’âge | Femmes |
| ------ | ------------ | ------ |
| 1      | 90 ou +      | 2,7    |
| 9,2    | 75-89 ans    | 12     |
| 20,6   | 60-74 ans    | 21,3   |
| 20,7   | 45-59 ans    | 20,3   |
| 16,8   | 30-44 ans    | 16     |
| 15,6   | 15-29 ans    | 13,4   |
| 16,1   | 0-14 ans     | 14,3   |

### Remarques
Après un accroissement de population de 56 % dans les trois premiers quarts du XIXe siècle, c'est la crise viticole qui entraîne une baisse de population de 25 % qui se poursuit (13 % de plus) avec la Première Guerre mondiale. Depuis 1921 la population est stable.

## Économie

### Agriculture

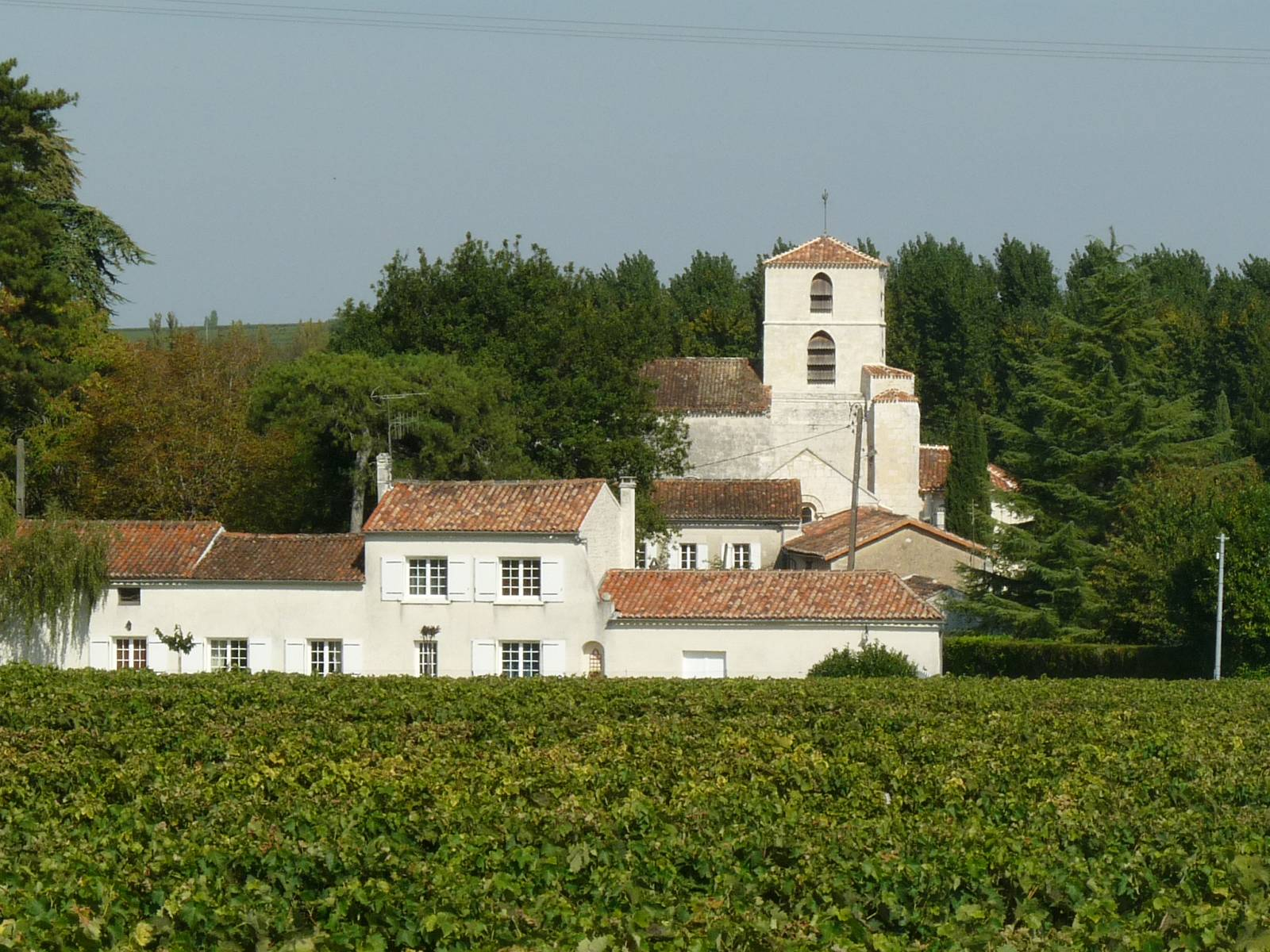
Bourg-Charente vue des vignobles.

La viticulture est l'activité principale de Bourg-Charente, située dans la région délimitée d'appellation contrôlée cognac en Grande Champagne, premier cru classé, et en Petite Champagne. La commune compte huit agriculteurs, deux producteurs récoltants pratiquant la vente directe de pineau et cognac, trois distilleries et les établissements Marnier-Lapostolle (le Grand Marnier).

### Artisanat et industrie
Un charpentier menuisier, un fabricant de cloisons, un bâtisseur de maison à ossature en bois, un peintre, un négociant en carrelage, un atelier de mécanique générale ainsi qu'un jardinier paysagiste et une entreprise d'aménagement d'intérieur sont installés dans la commune.

### Commerce et tourisme

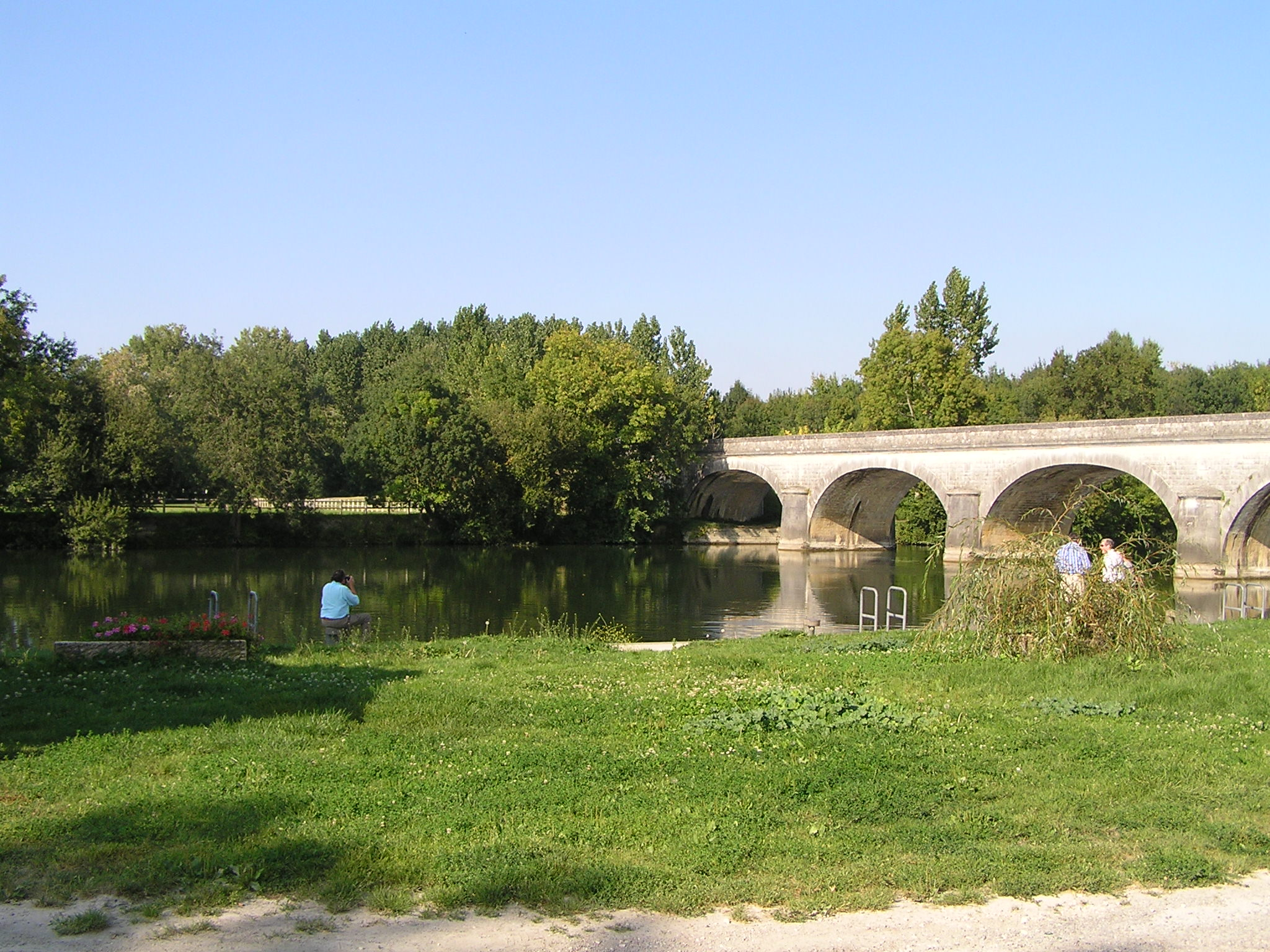
Halte fluviale sur la Charente.

Il y a une supérette et une boulangerie, un grossiste en boissons, un restaurant gastronomique et des chambres d'hôtes.

## Équipements, services et vie locale

### Enseignement
L'école maternelle est à Veillard et l'école élémentaire à l'école de garçons de Bourg-Charente.
Le secteur du collège est Jarnac (collège Jean-Lartaut).

### Santé
Médecins généralistes, infirmiers, pharmacies sont à Jarnac.
Une maison de retraite est à Bourg-Charente : le château de Cressé.

### Sports  et activités
Il y a un club de pétanque et la possibilité de pratiquer de nombreux sports à Jarnac.
Bourg-Charente compte une activité théâtrale, et de nombreuses autres activités culturelles et artistiques existent à Jarnac.

### Cultes
La messe a lieu le dimanche.

### Vie locale
Chaque année se déroule la féria de Bourg-Charente, fête qui dure trois jours. Sont organisés à cette occasion : feu de la Saint-Jean sur la Charente, feux d'artifice et défilé de chars sur l'eau.

## Lieux et monuments

### Patrimoine religieux
L'église paroissiale Saint-Jean-Baptiste : romane du XIIe siècle, dépendant à l'origine de l'ancien diocèse de Saintes, elle est donnée entre 1083 et 1110, à l'abbaye de Savigny qui y installe un prieuré. Elle est rebâtie dans le troisième quart du XIIe siècle avec portail à quatre voussures, façade à trois étages et abside circulaire. Sa nef est décorée d'une fresque du XIIIe siècle représentant l'adoration des rois mages. Le clocher a été reconstruit au XVIIe siècle. Elle est classée monument historique depuis 1913.
Le logis prieural date du XVIIIe siècle et le presbytère possède un fronton triangulaire et un portail du XVIIe siècle.
Un ancien temple protestant existe à Veillard.

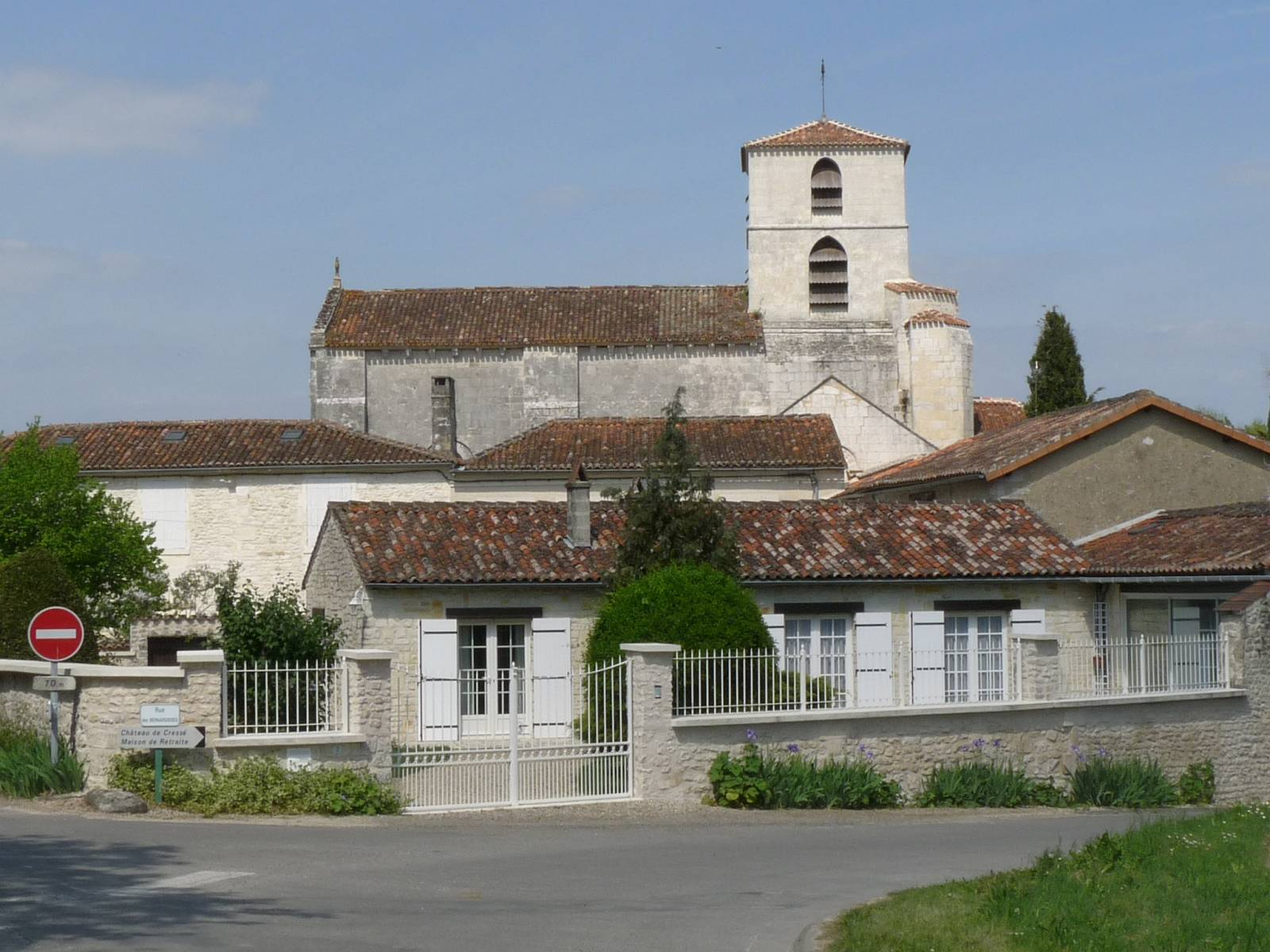
L'église Saint-Jean-Baptiste.
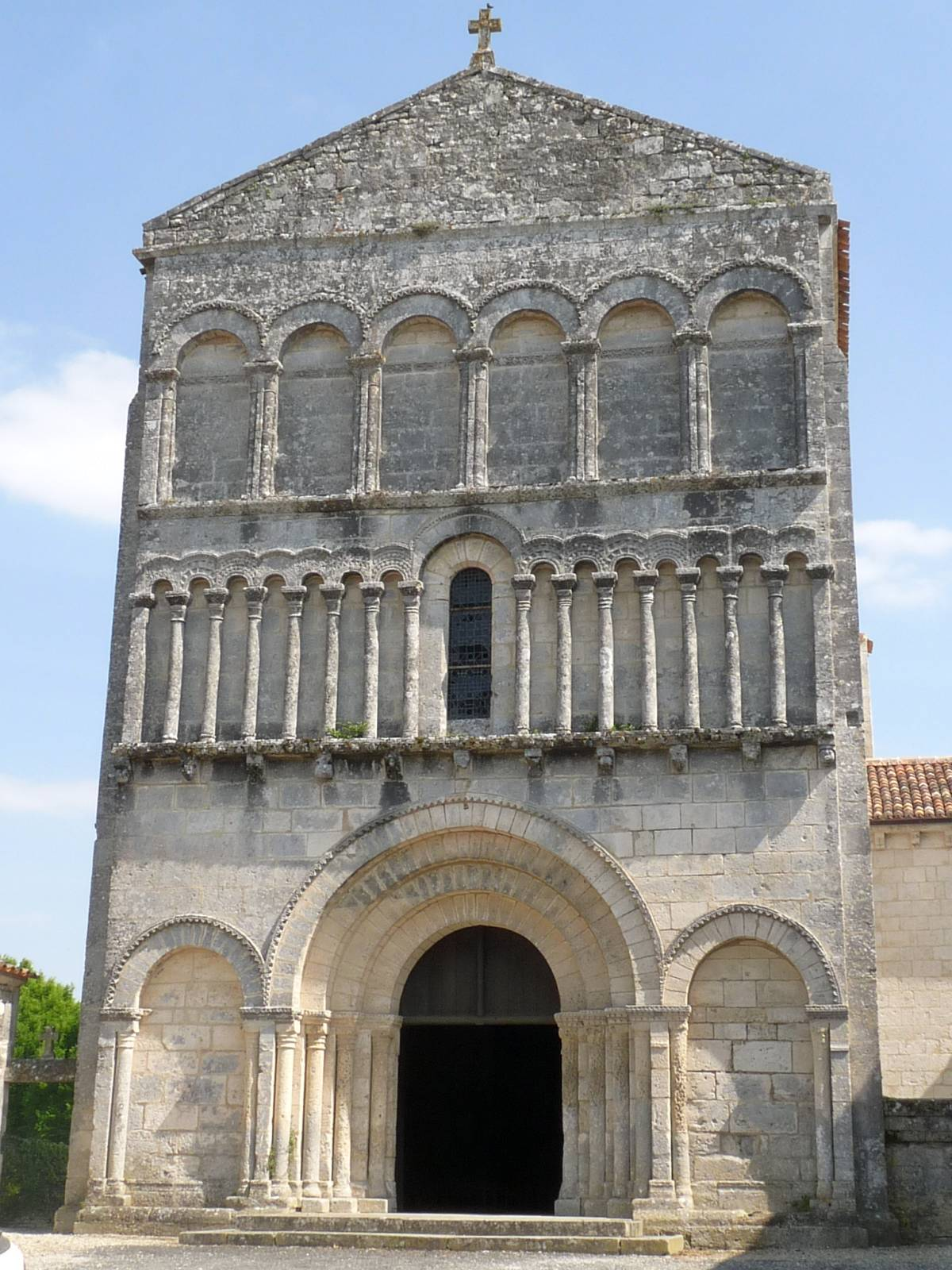
La façade.
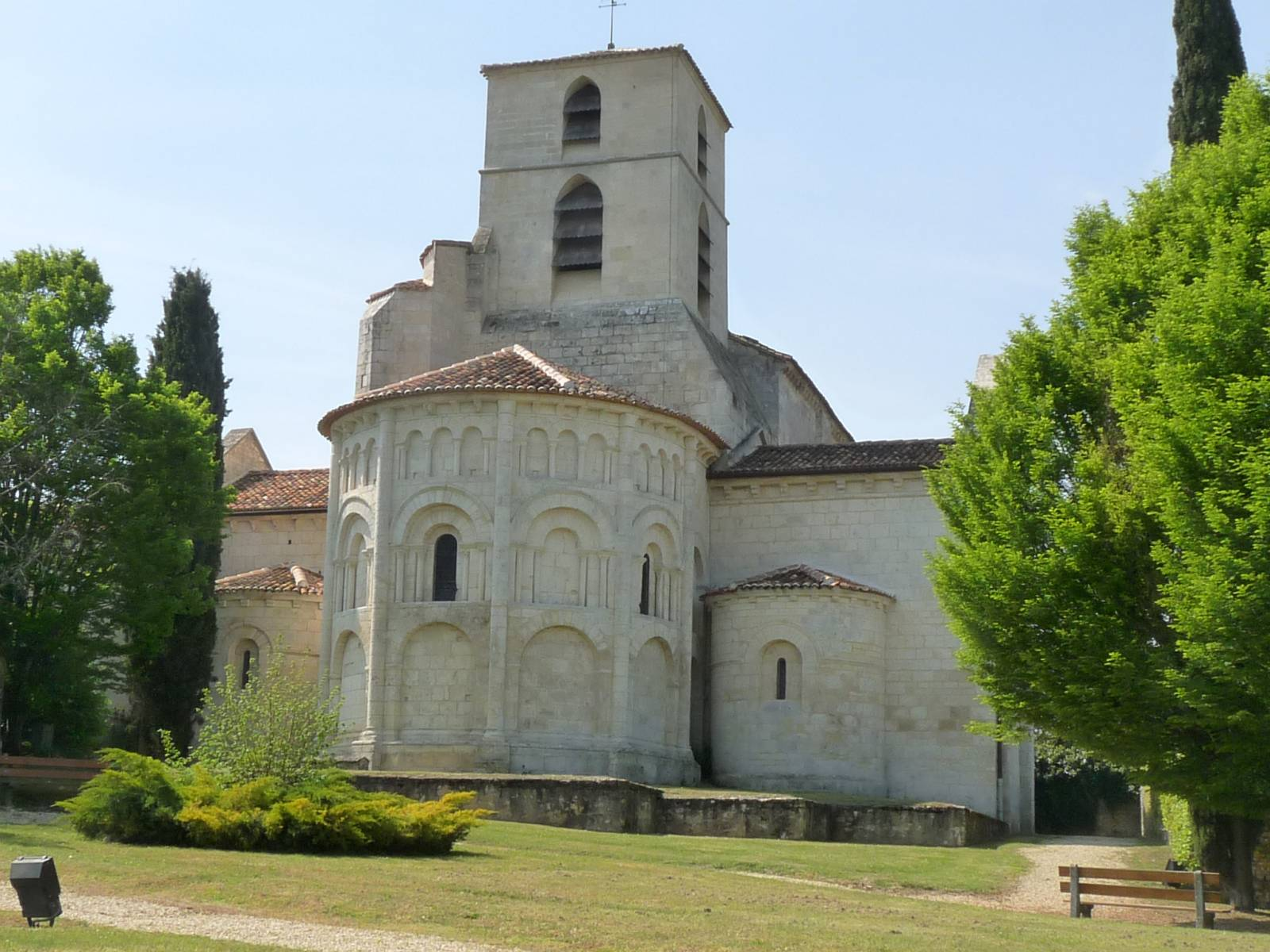
Vue de l'est.
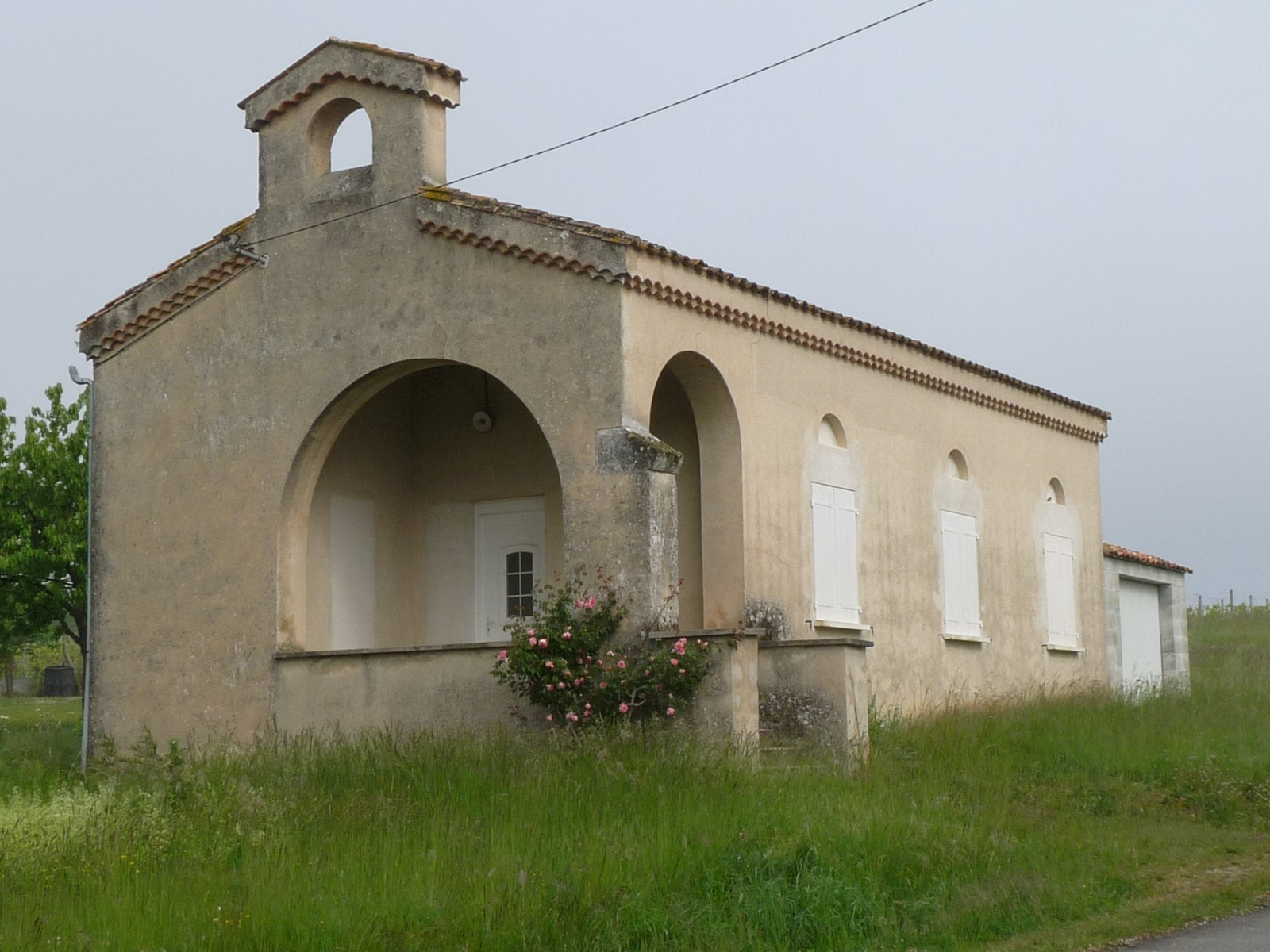
Le temple de Veillard.

### Patrimoine civil
Le château de Bourg-Charente, restauré au XVIIe siècle et qui a acquis la cheminée du château de Bouteville.
Ce château élevé au XVIIe siècle sur les bases du château médiéval (dont il reste des bases de murailles, les fossés taillés dans le rocher et l'emplacement de deux ponts levis) a été très remanié au XIXe siècle notamment par l'adjonction d'un pavillon où ont été incorporés des éléments d'architecture récupérés au château de Bouteville (cheminée, œil de bœuf). Sur une aile en retour d'équerre a été remontée toute une partie du crénèlement de l'aile est de Bouteville avec y compris les gargouilles ornées de mascarons.

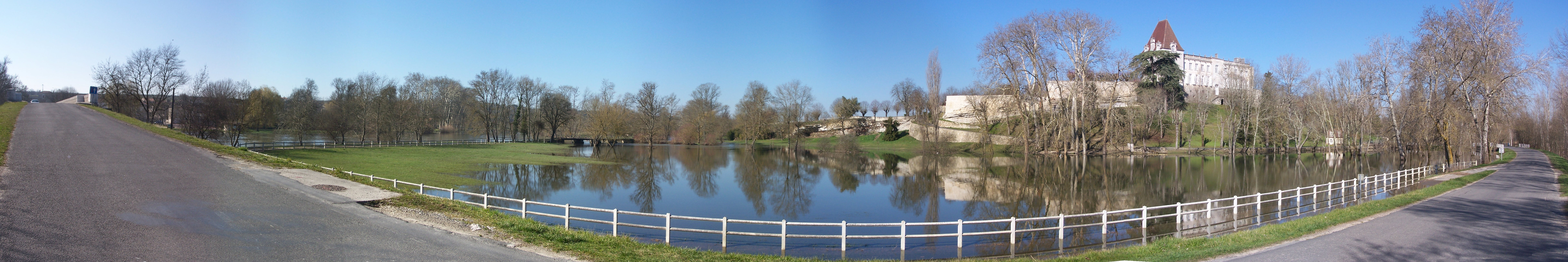
Château de Bourg-Charente.

Le château de Cressé est une magnifique demeure édifiée au milieu d'un beau parc. Il appartenait à Mme Gabriel Martell et a servi à différentes œuvres sociales. Il a depuis été transformé en maison de retraite.
Le château de Tilloux, qui a appartenu à un maire de la commune, M. Harris Favraud, est une construction "moderne" édifiée en 1872. Cette construction a remplacé un ancien château, siège d'une seigneurie dont les possesseurs, à la fin du XVIe siècle étaient Jean Vinsonneau, écuyer, sieur de Lapréruse, et Jeanne Geoffrion, son épouse. Leur fille, Jacquette Vinsonneau, leur succéda et porta la terre de Tilloux à son époux, Charles de Crugy de Marcillac, capitaine des gardes du duc d'Épernon, qui fut nommé, en 1624, capitaine du château de Châteauneuf. Charles de Marcillac se distingua au siège de La Rochelle, en 1628, et fut tué au siège de Privas, en 1631. Le membre le plus remarquable de la famille de Marcillac, qui conserva la terre de Tilloux jusqu'à la fin du XVIIIe siècle, fut Jean-Louis de Marcillac ; il prit part au siège de Maastricht en 1673, et mourut à la suite de blessures reçues au siège de Fouquemont. Le château de Tilloux fut démoli au moment de la Révolution, et le domaine fut morcelé.
Le manoir de Moulineuf existait en 1176, date à laquelle il a été pris par Richard Cœur de Lion.

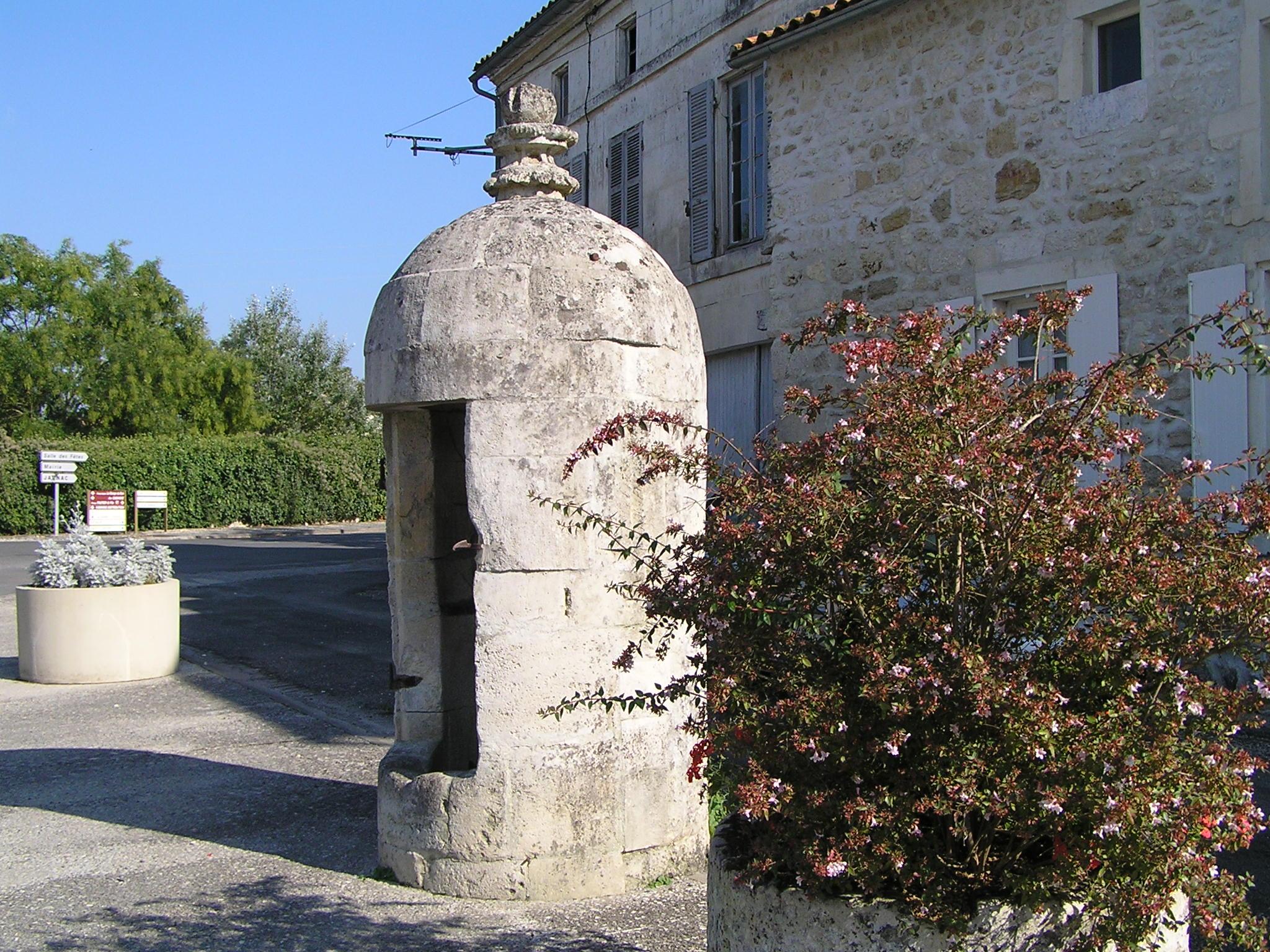
Puits qui serait du XVIIIe siècle
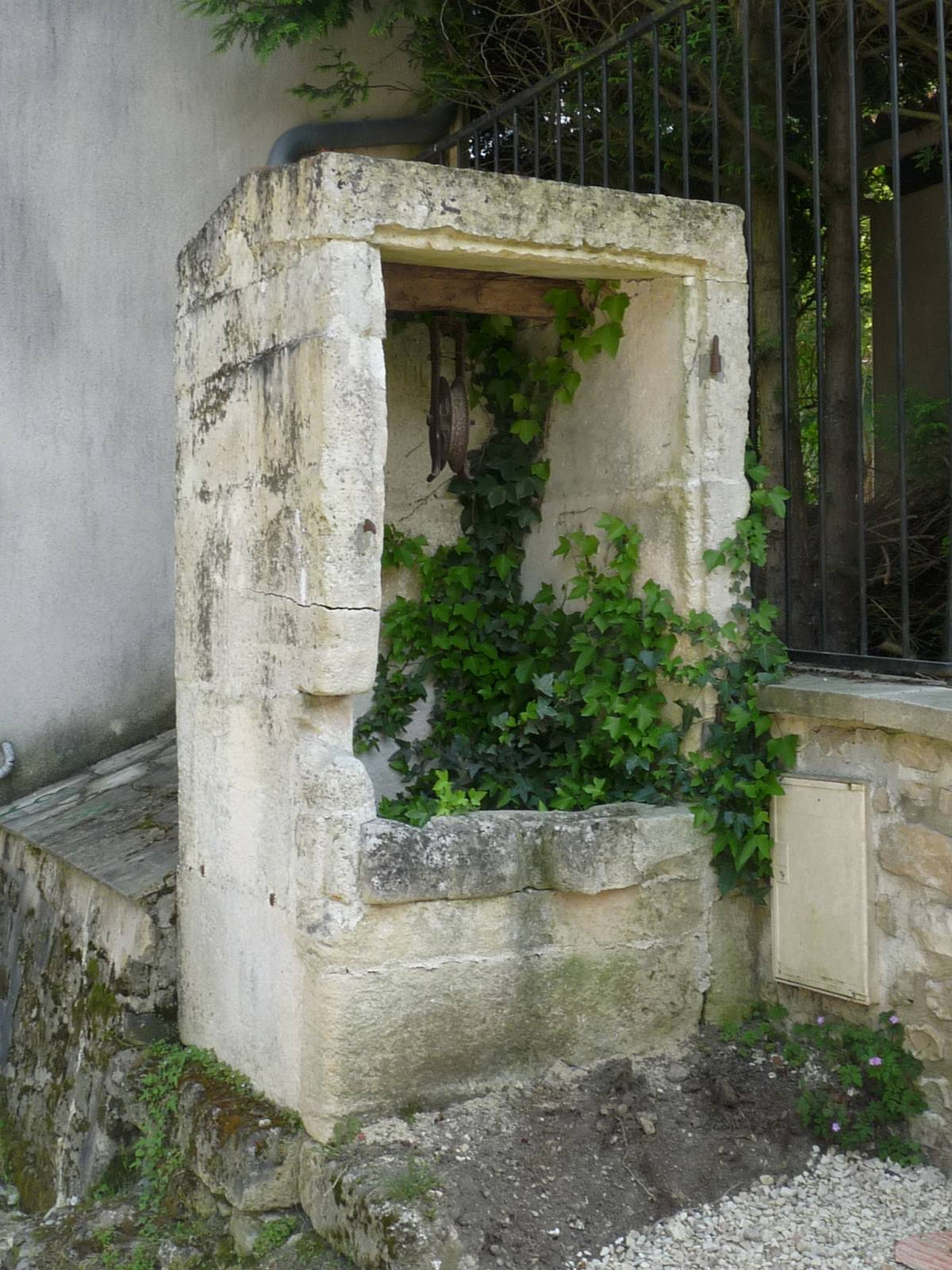
Autre puits, au bourg rue du Puits

Des très nombreux moulins il ne reste que le moulin de Haut Veillard devenu minoterie Baud, les deux moulins de Veillard tous deux reconstruits à la fin du XIXe siècle et celui de les Moulins qui a fonctionné jusqu'en 1930.
Un four à pain communal a été restauré en 2009 et 2010.

### Patrimoine environnemental
Les rives de la Charente qui sont zone Natura 2000.

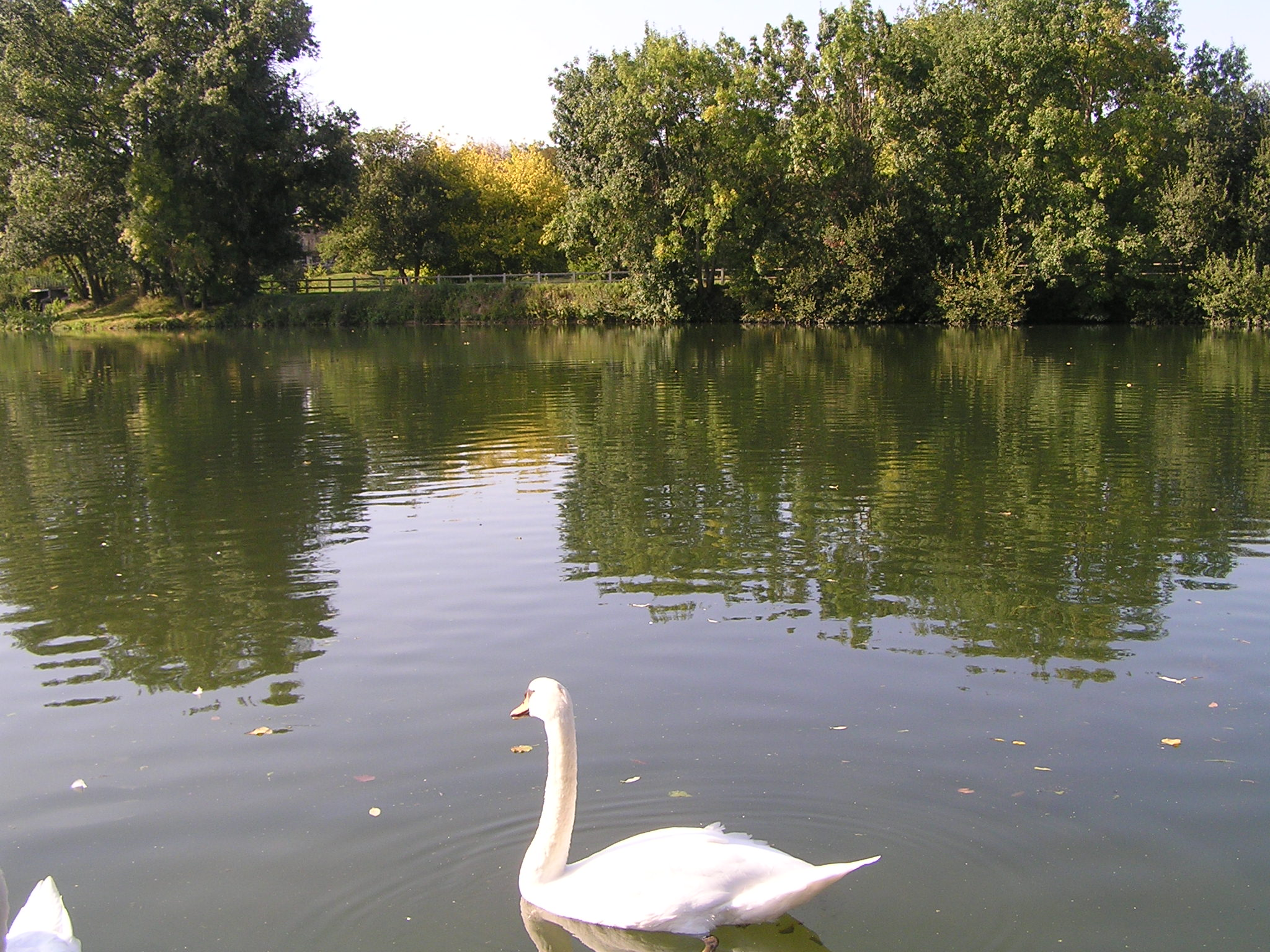
Cygnes sur la Charente.
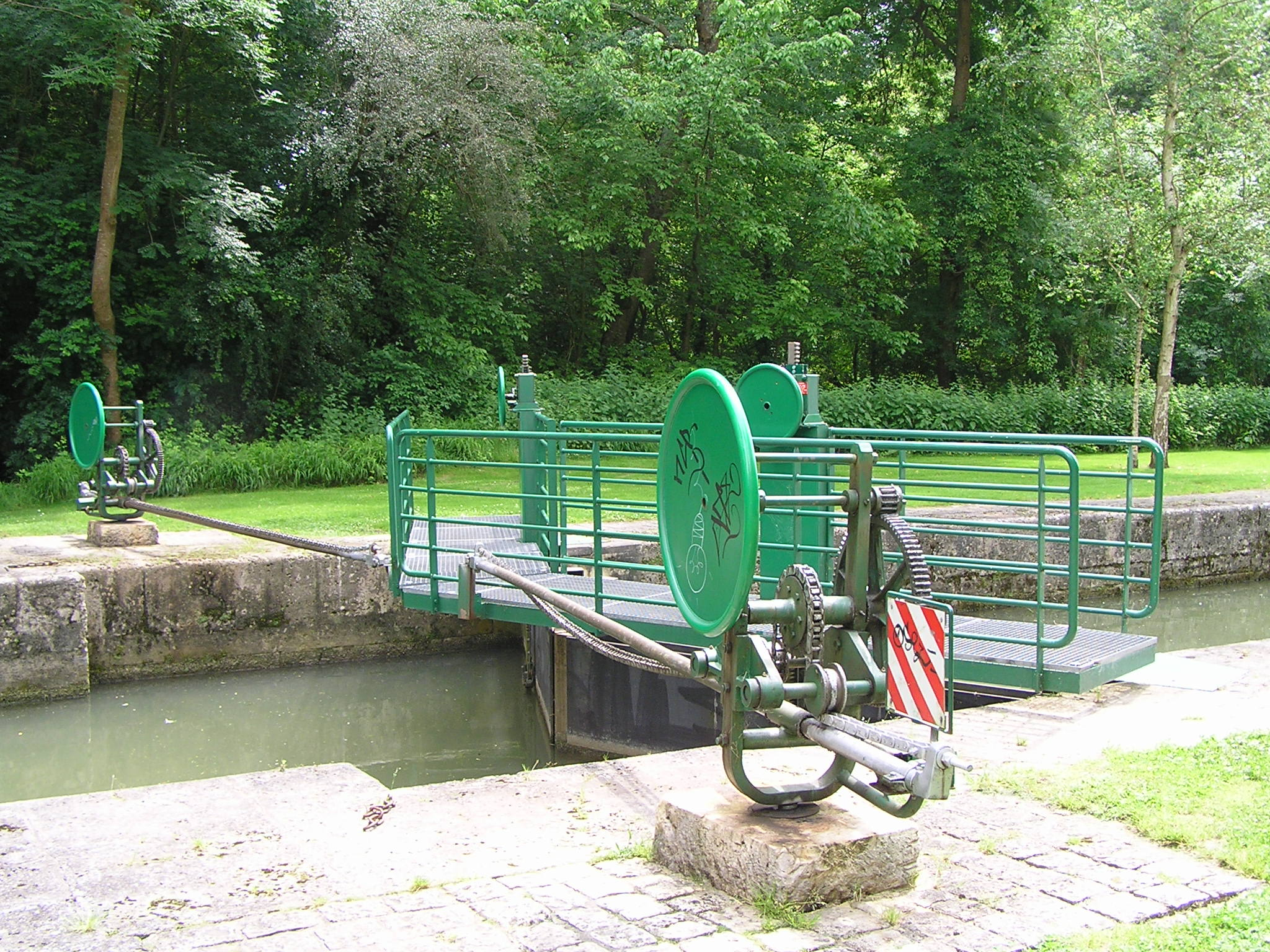
L'écluse de Bourg-Charente.
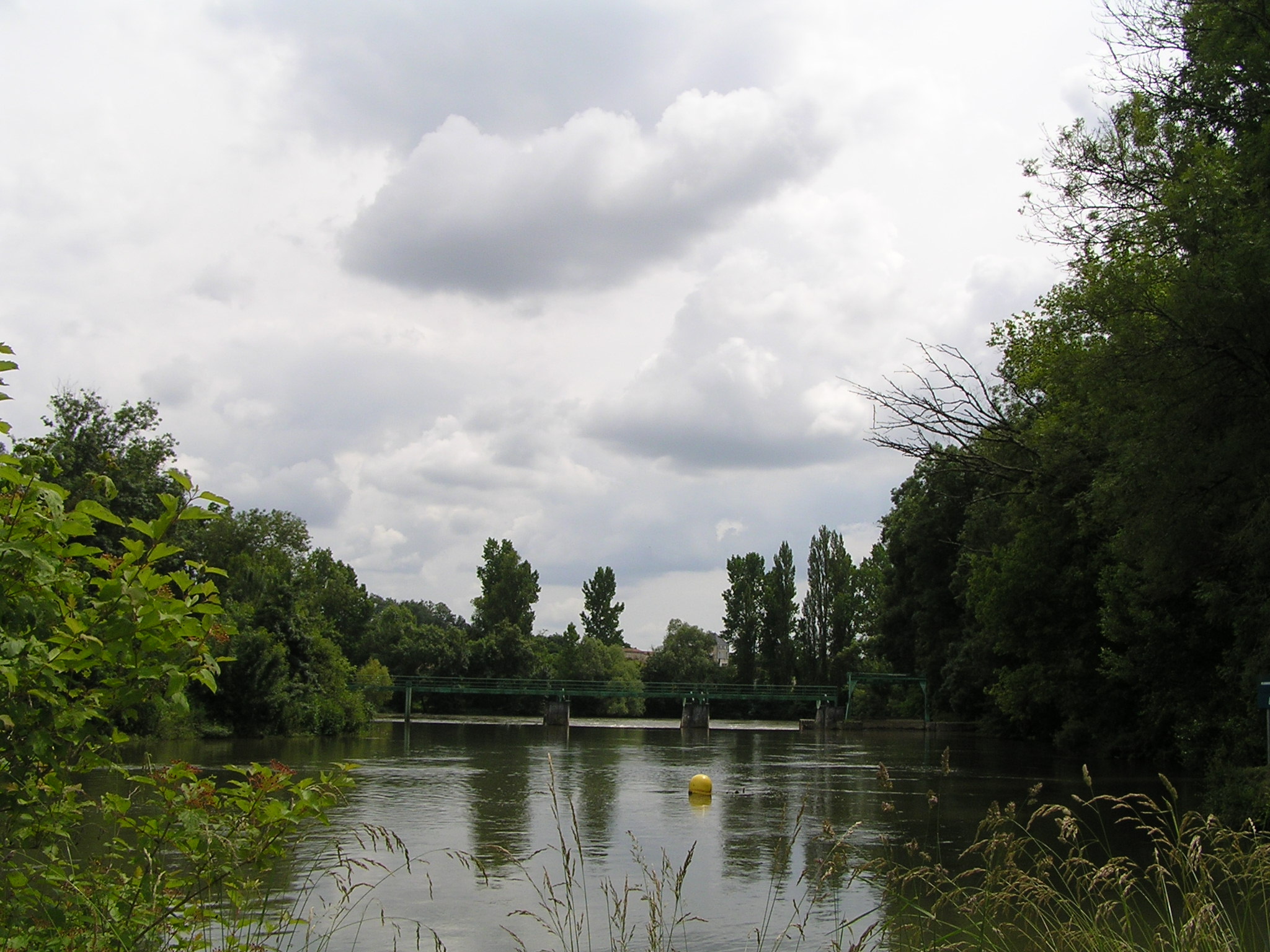
En amont de l'écluse.
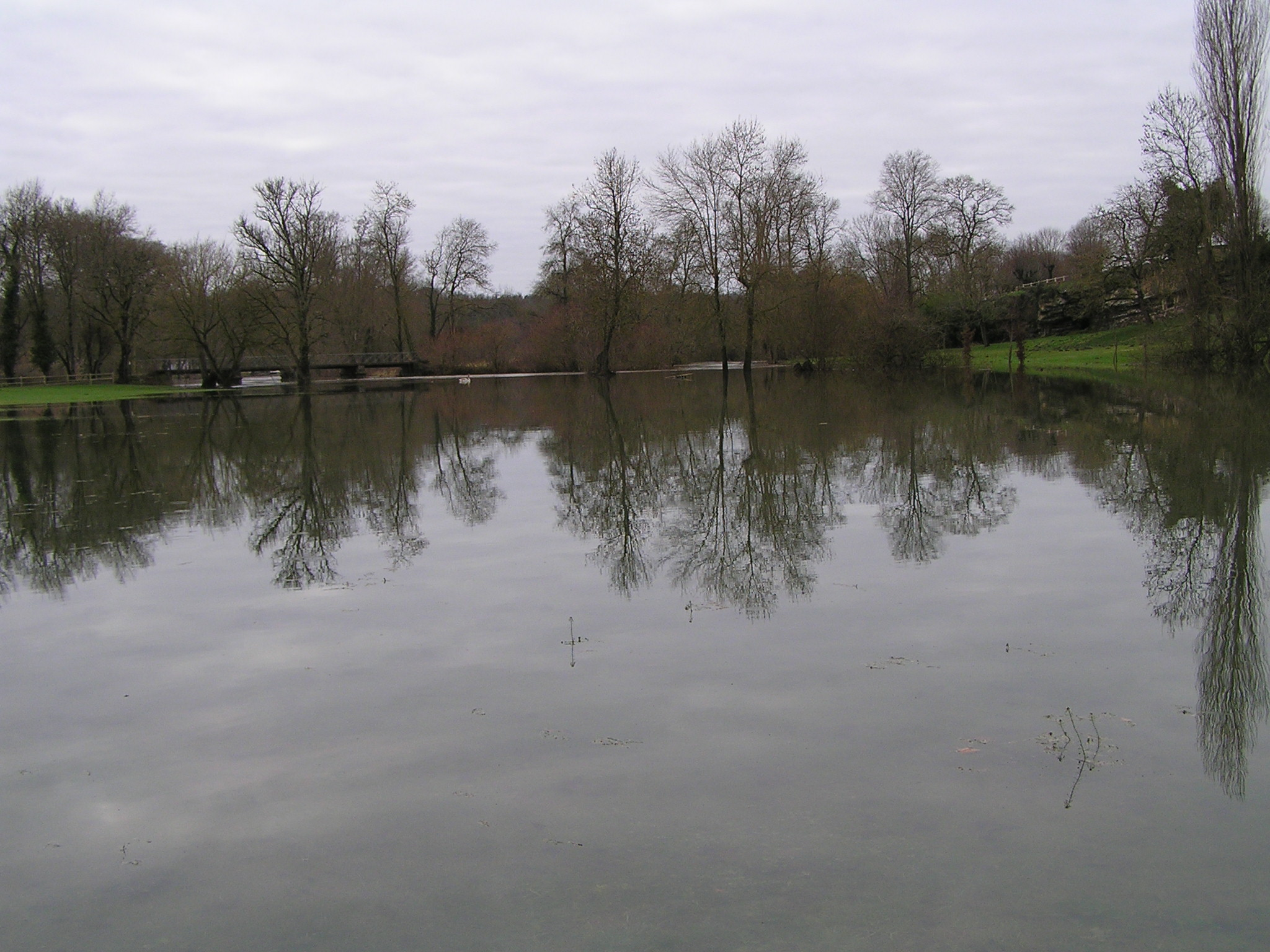
La Charente en hautes eaux.

Le GR 4 qui va de Royan à Grasse traverse la commune.

## Personnalités liées à la commune
- Jean Fougerat (1863-1932), pharmacien, viticulteur et philanthrope, a distillé et entreposé du cognac dans des chais qu'il a construits sur la commune, comme à Champmillon et Saint-Preuil[48].

## Héraldique
| Blason | Blasonnement : Parti : au 1er d’or à trois jumelles de sable, au 2e de sinople à la fasce ondée d’argent accompagnée de deux grappes feuillées du même. Commentaires : Blason de Bourg-Charente. |